# Жусуев, Сооронбай Жусуевич
Сооронбай Жусуевич Жусуев (кирг. Сооронбай Жусуев; 15 мая 1925, c. Кызыл-Жар, Кара-Кульджинский район, Ошская область, Киргизская АССР, РСФСР — 4 февраля 2016, Бишкек, Кыргызстан) — советский и киргизский поэт, Герой Киргизской Республики (2007), народный поэт Киргизской ССР (1981), лауреат Государственной премии Кыргызской Республики имени Токтогула (1998).

## Биография
После окончания сельской школы был призван в ряды Советской Армии. Участник Великой Отечественной войны, в 1943—1945 гг. служил связистом 8-й гвардейской дивизии имени И. В. Панфилова. В боях дважды был ранен.
После демобилизации 1946—1947 гг. работал ответственным секретарем в редакции советской районной газеты «Коммунизм үчүн». В 1949 г. с отличием окончил факультет киргизской литературы и языка Ошского государственного института учителей. В 1949—1951 гг. — заведующий отделом в редакции Ошской областной газеты. В 1956 г. окончил Московский литературный институт имени М. Горького.
В 1957—1959 гг. — главный редактор литературно-художественного журнала «Ала-Тоо», затем — ответственный секретарь сатирического журнала «Чалкан». С 1960 по 1986 гг. — литературный консультант в аппарате Союза писателей Киргизской ССР.
Скончался 4 февраля 2016 года, похоронен на Ала-Арчинском кладбище.

## Литературное творчество
Первое его стихотворение «Эмгеккүүсү» («Мелодия труда») в 1943 г. было опубликовано на страницах журнала «Советтик Кыргызстан» (позже «Ала-Тог»), Одновременно в том же журнале вышло стихотворение «Вперед, кыргызские воины!», когда ему было 18 лет и он воевал в рядах Панфиловской дивизии. С 1949 г. являлся членом Союза писателей СССР. В 1950 г. вышел его первый поэтический сборник «Эмгеккуусү» («Мелодия труда»).
Позже были изданы более 30 книг на киргизском и 14 книг на русском языках. Среди них такие прекрасные книги стихов, как «Сүйүү менен ишенич» («Любовь и вера»), «Үмүт» («Надежда»), «Түрмөк булуттар» («Кучевые облока»), «Көңүл күүлөрү» («Мелодии души»), «Алтын чынар» («Золотая чинара»), «Суктануу» («Восхищение»), «Керемет» («Чудо»), «Күмүш жылдыз» («Серебряная звезда»), «Адамдар» («Люди»), «Миң кайрык» («Тысячи мелодий»), «Ала-Тоо барда мен бармын» («Я есть, когда есть Ала-Тоо») и другие. 15 книг изданы на русском языке, сборники поэзии «В ожидании гостя», «Орлица», «Горные зори», «Жаворонок», «У огня», «Песни белых вершин», «Моя жизнь», 11 из них вышли в свет в центральных московских издательствах. Автор поэм: «Надежда», «К живым», «Тоска», «Красная тетрадь», «Ак Мактым», «Ак Саткын», «Сказ о Раззакове» и ряда других. Написанная им в 2003 г. поэма о любви «Канат и Зарина» имела большой успех, особенно среди молодёжи. Поэма за короткий срок была переведена на русский, таджикский, турецкий, узбекский, китайский и другие языки. Его поэтические произведения переведены на казахский, узбекский, таджикский, азербайджанский, украинский языки. Более 70 стихотворений переложены композиторами и мелодистами на музыку.
Перевел на киргизский язык произведения Уильяма Шекспира, Александра Пушкина, Михаила Лермонтова, Тараса Шевченко, Расула Гамзатова, Омара Хайяма, Абая Кунанбаева, Рабиндраната Тагора, Махтумкули, Аветика Исаакяна, Владимира Маяковского, Сергея Есенина, Павло Тычины, Кайсына Кулиева, Магжана, Мацуо Басё, Исикава Такубоку и многих других известных поэтов.
В 1968 году, переведённое произведение на русский язык Сооронбая Жусуева, под названием «В огне» было включено в сборник «Герои суровых лет». В сборник также вошли произведения Аалы Токомбаева, Чингиза Айтматова, Фёдора Самохина и др.

## Награды и звания
- Герой Кыргызской Республики (2007).
- Награждён орденом Отечественной Войны I степени, орденом «Манаса» III степени, медалями «За отвагу» и «Даңк».
- Памятная золотая медаль «Манас-1000» (1995)[4].
- Также награждён медалями «За победу над Германией в Великой Отечественной войне в 1941—1945 г.г.» и дважды — медалью «За трудовое отличие» (в том числе 08.11.1958).
- За большой вклад в развитие киргизской литературы в 1981 г. ему было присвоено почётное звание Народного поэта Киргизской ССР. За изданную книгу стихов в 1990 году в московском Воениздате «Моя жизнь» С. Жусуев стал лауреатом Всесоюзной литературной премии имени А. Фадеева (Золотая медаль). В 1998 г. он стал лауреатом Государственной премии имени Токтогула за роман в стихах «Курманжан датка», который был издан в 1994 г.
- Был почётным гражданином Бишкека и Оша, а также почётным профессором Ошского государственного университета, Кыргызско-узбекского университета. Его имя носят средняя школа в кыштаке Сай-Талаа Кара-Кулджинского района и средняя школа в кыштаке Жарооз Кара-Суйского района.
- Именные часы от имени Премьера-министра Кыргызской Республики (25 июня 2015) — в знак признания особых заслуг[5].